# قمرهای اورانوس

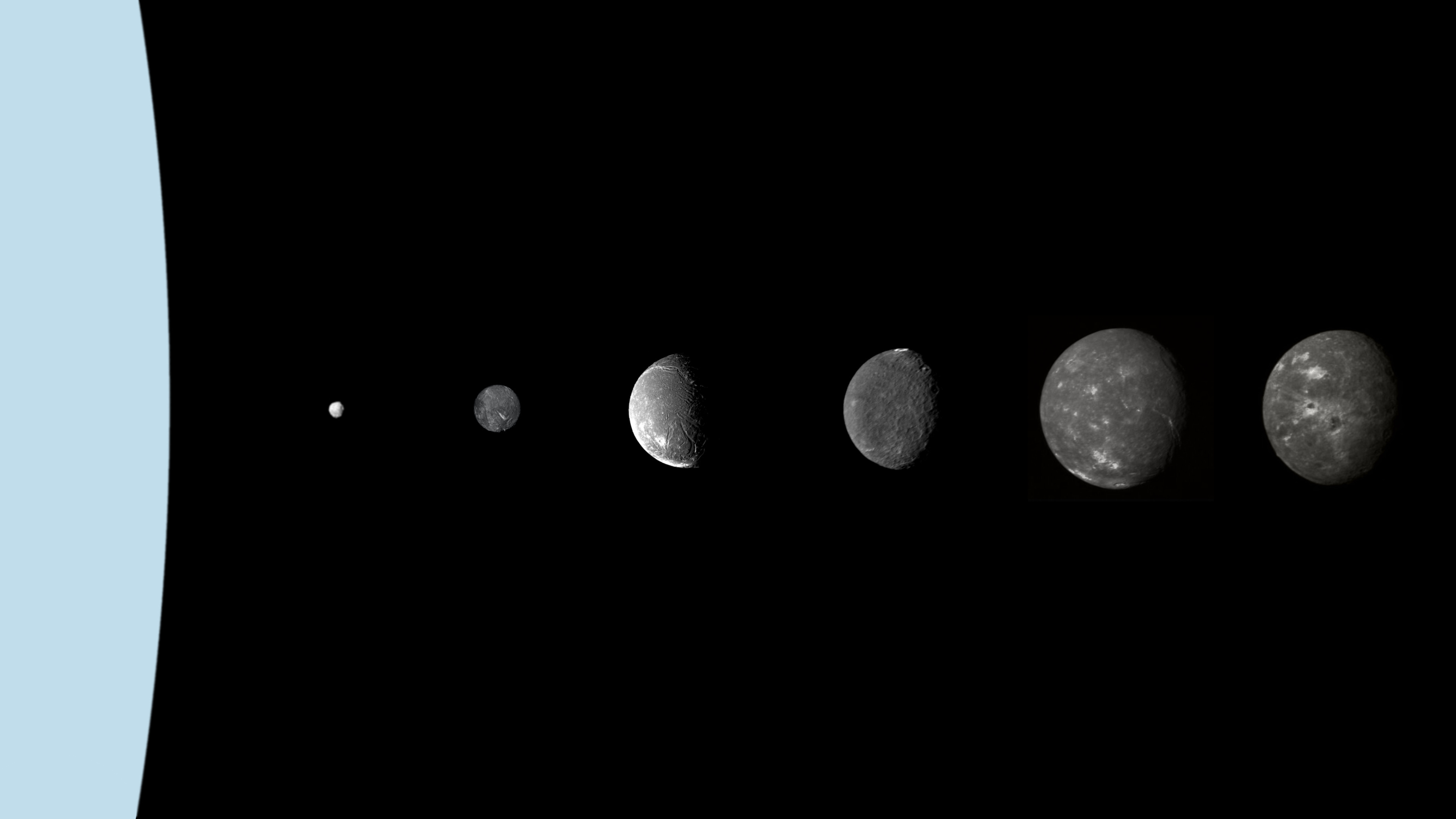
تصویری از شش قمر مشهور سیارهٔ اورانوس از چپ به راست: پاک، میراندا، آریل، اومبریل، تیتانیا و اوبرون

اورانوس، به عنوان هفتمین سیارهٔ منظومهٔ خورشیدی، ۲۷ قمر شناخته‌شده دارد.
نام‌های تمام این قمرها از آثار ویلیام شکسپیر و الکساندر پوپ برگرفته شده‌است.
دو قمر نخست اورانوس را که تیتانیا و اوبرون نام دارند، ویلیام هرشل در سال ۱۷۸۷ میلادی کشف کرده‌است.
دیگر قمرهای کروی‌شکل اورانوس در سال ۱۸۵۱ توسط ویلیام لاسل (آریل و اومبریل) و در سال ۱۹۴۸ توسط جرارد کویپر (میراندا) کشف گردیدند.
بقیهٔ قمرها بعد از سال ۱۹۸۵ توسط ویجر ۲ و توسط تلسکوپ‌های پیشرفتهٔ زمینی کشف شدند.